# ایرمان (الیگودرز)
ایرمان یک روستا در ایران است که در دهستان ذلقی شرقی شهرستان الیگودرز واقع شده‌است.
 ایرمان ۴۹ نفر جمعیت دارد.